# Ідаїт
Ідаїт (рос. идаит; англ. idaite; нім. Idait m) — мінерал, сульфід міді та заліза координаційної будови.

## Загальний опис
Хімічна формула: Cu3FeS4 (за іншими даними Cu5FeS6). Містить (%): Cu — 56,16; Fe — 9,86; S — 33,98.
Сингонія гексагональна. Суцільні пластинчасті агрегати.
Твердість 2,5.
Густина 4,2.
Блиск металічний.
Колір від мідно-червоного до коричневого. Сильно анізотропний. Продукт зміни борніту та халькопіриту. Знайдено на руднику Іда (Намібія).